# 이호석 (1911년)
이호석(李浩錫, 1911년 11월 12일 ~ ?)은 대한민국의 정치가이자, 제헌 국회의원이며, 前 경상북도 대구시장이다.
본관은 성산이며 경상북도 성주 출생이다.

## 약력
- 성주공립보통학교 교원
- 만주국 지린성에서 농장경영
- 1948년 5월 10일 : 제헌 국회의원(경북 성주)
- 경북대학교 강사

## 학력
- 경상북도 성주공립보통학교 졸업(1924년)
- 경상북도 대구공립농업학교 졸업(1930년)
- 일본 니혼 대학 법학부 졸업(1935년)
- 대한민국 국방대학교 행정학사 1기(1956년)

## 역대 선거 결과
|  | 63.13% |

|  | 3.25% |

## 참고 자료
- 《대한민국 의정총람》, 국회의원총람발간위원회, 1994년
- 이호석 - 대한민국헌정회

| 전임 허억 | 제2대 경상북도 대구시장 1951년 9월 19일 ~ 1952년 10월 24일 | 후임 김종환 |